# Liste von Kraftwerken in Estland
Die Kraftwerke in Estland werden sowohl auf einer Karte als auch in Tabellen (mit Kennzahlen) dargestellt. Die Liste ist nicht vollständig.

## Installierte Leistung und Jahreserzeugung
Im Jahre 2015 lag Estland bzgl. der installierten Leistung mit 2.818 MW an Stelle 96 und bzgl. der jährlichen Erzeugung mit 10,42 Mrd. kWh an Stelle 94 in der Welt.

## Kalorische Kraftwerke
| Name des Kraftwerks | Inst. Leistung (MW) | Brennstoff | Status     |
| ------------------- | ------------------- | ---------- | ---------- |
| Balti               | 765                 | Ölschiefer | in Betrieb |
| Eesti               | 1.615               | Ölschiefer | in Betrieb |
| Iru                 | 190                 | Erdgas     | in Betrieb |

## Windkraftanlagen
In Estland waren Ende 2024 Windkraftanlagen (WKA) mit einer installierten Leistung von 711 MW in Betrieb. Frühere Leistungen waren 2012: 269 MW, 2013: 280 MW, 2018: 310 MW 2019 und unverändert bis Ende 2022: 320 MW und 2023: 376 MW. Bis Ende 2024 befanden sich alle Windkraftanlagen an Land. 2024 lieferte Windenergie 14 % des Strombedarfs in Estland (2019: 9 %, 2020: 11 %, 2021: 9 %, 2022: 8 %, 2023: 10 %). Mit Stand August 2017 waren in Estland 35 Windparks erfasst (z. T. handelt es sich dabei aber entweder um einzelne WKA oder um geplante Windparks).
| Name des Windparks | Inst. Leistung (MW) | Anzahl | Status                                                                                                   |
| ------------------ | ------------------- | ------ | --- |
| Loode-Eesti        | 700 bis 1.100       |        | geplant                                                                                                  |
| Sopi-Tootsi        | 255 MW              | 38     | Sept. 2024: Windkraftanlagen aufgebaut, 2025: in Betriebnahme. Zum Energiepark gehören auch 74 MW Solar. |